# Hominídeo de Denisova

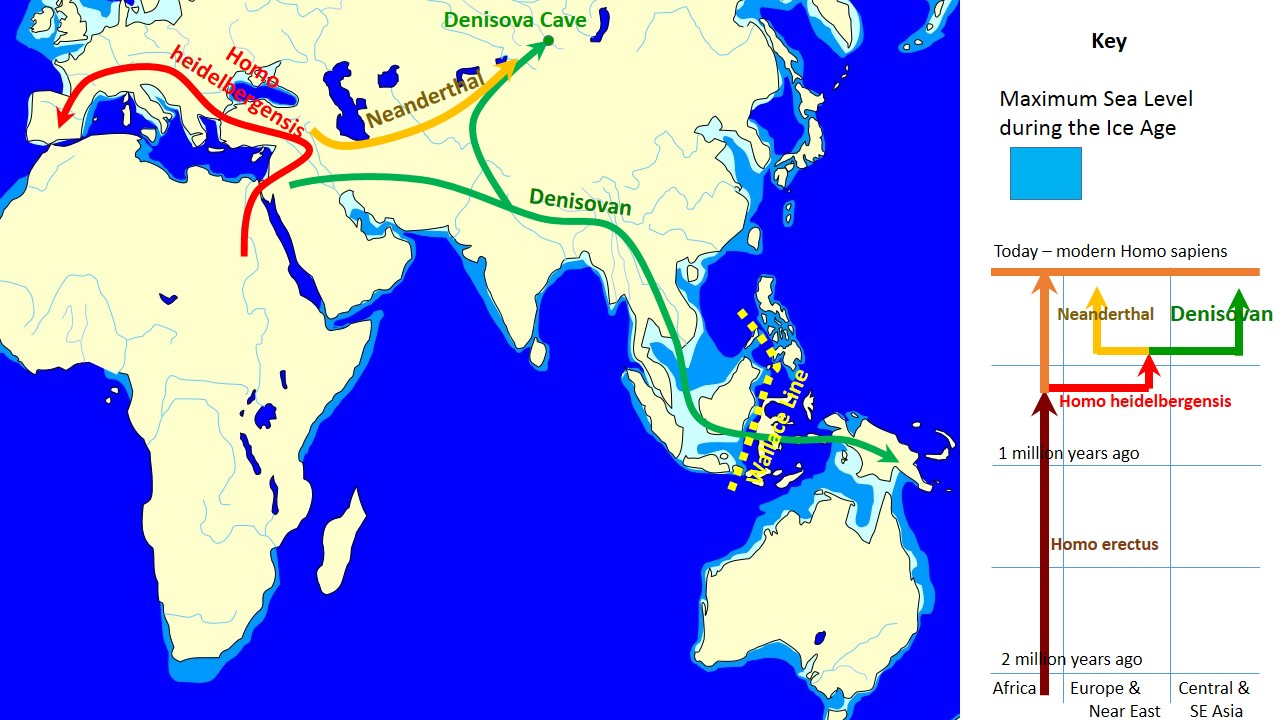
A evolução e expansão geográfica dos homíninios de Denisova comparadas a outros grupos

O hominínio de Denisova é um grupo arcaico de homínideos descoberto em 2008 na caverna de Denisova, localizada no sudeste da Sibéria. Uma única outra evidência de DNA desse grupo foi identificada fora de Denisova, na caverna Baishiya Karst no Tibete.
O material encontrado em 2008, um fragmento da falange distal de uma fêmea jovem, teve o seu DNA mitocondrial extraído e sequenciado, revelando que ele não era compatível ao de homens de Neandertal e humanos modernos, sendo identificado em março de 2010 como pertencente a um tipo desconhecido de hominínio arcaico extinto. Estudos indicam que este novo grupo de Homo viveu durante a última Era do Gelo, em áreas onde também viviam homens de Neanderthal e Homo sapiens sapiens.
A análise do mtDNA indica a existência de um antepassado comum entre o hominínio de Denisova, o Homo sapiens sapiens e o homem de Neanderthal que poderá ter vivido há aproximadamente um milhão de anos.. Com posteriores análises de DNA nuclear da espécie e DNA mitocondrial conclui-se que este hominínio surgiu a uma posterior migração de um integrante do gênero para África, já em solo Eurásiano. As estimativas sugerem que a separação entre esse e os táxons de humanos modernos e Neandertais ocorrendo há entre 553 mil e 589 mil anos, enquanto os Neandertais e Denisovanos se ramificaram há cerca de 381 mil anos.
Na análise genética comparativa, foram observados diversos eventos de fluxo genético entre os Neandertais, Denisovanos e os humanos anatomicamente modernos, de modo que alguns estudos sugerem a possibilidade de que os Denisovanos, assim como os Neandertais, provavelmente não foram extintos, e sim cruzados com outras populações de Neanderthais, Homo sapiens e outros hominídeos. Apresentando heranças genéticas que podem ser encontradas em populações humana atuais, principalmente nas ilhas do sudeste da Ásia e na Oceania, mas também em algumas populações da Ásia e das Américas.

## Descoberta
A Caverna Denisova está localizada no sudoeste da Sibéria, nas montanhas de Altai, perto da fronteira com a China e a Mongólia. Leva o nome de São Dinis (Dionisii), um eremita russo que lá morava no século XVIII. O fóssil coletado que identificou esse grupo foi um fragmento de falange distal de uma fêmea jovem identificado inicialmente como Neanderthal, escavado junto de diversos artefatos e ferramentas em um substrato datado de 30 a 50 mil anos. A Caverna apresenta uma grande quantidade de vestígios arqueológicos, sejam artefatos líticos, seja fósseis de humanos arcaicos. Não somente Denisovanos, mas também outros hominínios já foram encontrados.  
A equipe de cientistas do Instituto Max Planck de Antropologia Evolutiva de Leipzig, Alemanha sequenciou o DNA mitocondrial (mtDNA) extraído do fragmento da falange por meio DNA sedimentar encontrado na caverna de Denisova, nos montes Altai da Sibéria, em um estrato datado de 30 a 50 mil anos antes do presente e também comparou este com  mtDNAs de Neanderthal e de homens modernos. As análises comparativas com Homo sapiens sapiens e Neandertais e constatou o grupo como não tendo sido identificado previamente, além de o hominínio de Denisova ter sido o primeiro grupo de hominídeos identificado através de dados de genética molecular.

## Novos Estudos e Descobertas
Até o ano de 2019, o registro fóssil dos Denisovanos estava restrito a um fragmento de falage, três dentes e um fragmento de crânio, todos escavados da Caverna de Denisova. A descoberta e análise molecular de um fragmento do osso da mandíbula na Caverna Baishiya Karst, no Tibete, a 2800 km da Sibéria, revelou o único registro encontrado desse hominíneo fora da caverna onde foi encontrado originalmente. O fragmento estudado revelou que a presença desses indivíduos na região pode ser traçada entre há 100 mil e 60 mil anos, com ainda a possibilidade de estarem na região há 45 mil anos.
Uma outra escavação, realizada em 2016 na região de Sima de los Huesos, Espanha, descobriu diversos hominíneos datados para cerca de há 430.000 anos e entre esses indivíduos foi recuperada um genoma mitocondrial relacionado aos Denisovianos. Esse fato é curioso devido a ser observado que os outros indivíduos da mesma escavação apresentavam diversas semelhanças morfológicas e moleculares com os Neandertais e não se sabe como um desses indivíduos encontrados em solo espanhol estava relacionado aos Denisovianos que habitavam as regiões da Ásia.
Além disso, em 2021, um novo estudo de DNA sedimentar revelou a descoberta de 12 hominínos na caverna de Denisova, incluindo Denisovanos, Neandertais e ainda uma criança de Denisovano e Neandertal, e constatou a possibilidade da caverna de Denisova como uma área de contato entre esses dois grupos distintos de hominíneos. Os primeiros indivíduos identificados eram Denisovanos do périodo Paleolítico Médio, datados para há entre 250 mil e 170 mil anos, com indivíduos Neandertais sendo identificados simultaneamente a eles durante o fim desse período. Por meio de estudos moleculares foi detectada um evento de renovação no mtDNA sedimentar dos Denisovanos que coincide com as mudanças na composição do mtDNA da fauna que ocorreram nesse período nesse período. Existem então evidências de diversos grupos tanto de Denisovanos quanto de Neandertais ocuparam o local da caverna de Denisova repetidamente ao longo do Paleolítico Médio e até o início do Paleolítico Superior. Isso possibilita a existência de contato entre esses grupos e grupos de humanos modernos, visto que o mtDNA humano moderno é registrado pela primeira vez nos sedimentos com datação para há 45 mil anos, durante o Paleolítico Superior Inicial.

## Intercruzamento
As análises genéticas indicam que houve complexos eventos de mistura e hibridização entre os diferentes tipos de Homo. Devida a presença prolongada e disseminada na Ásia, os Denisovanos trocaram material genético não só com Neadertais, mas também com ancestrais de humanos modernos. Com isso, os caracteres genéticos das populações de ascendência asiática possuem relação direta com eventos reprodutivos entre essas populações, garantindo impressões genéticas nas gerações futuras das diferentes linhagens. Entretanto, tais impressões são mais fortes no sudeste asiático insular do que na maior parte da Ásia terrena. Os genes tanto de Denisovanos quanto de Neandertais estão presentes em muitas pessoas atualmente, sendo que os dados inferem que a maioria dos indivíduos de ascendência asiática possuem em seu material genético maiores quantidades de DNA Denisovano. Além disso, observa-se um um aumento percentual nas populações da  Melanésia, cujos genomas são compostos por até 6% de material genético proveniente desse grupo. Acredita-se que os ancestrais das populações melanésias modernas se encontraram e acasalaram com esses antigos indivíduos a caminho de sua ilha.
Um fragmento ósseo desenterrado em uma caverna no vale de Denisova, na Rússia, em 2012, indica uma parentalidade composta por uma mãe Neandertal e  pai Denisovano. O fóssil pertencia a um indivíduo do sexo feminino, apelidada de Denny, que tinha cerca de 13 anos de idade e viveu há cerca de 90 mil anos. Os estudos foram lideradas por Svante Paabo e Viviane Slon, do Instituto Max Planck de Antropologia Evolutiva na Alemanha. Essa evidência reforça a ocorrência de cruzamentos entre as duas espécies.
Algumas evidências inferem que povos arcaicos trouxeram contribuições para os alelos que codificam proteínas feitas pelo sistema antígeno leucocitário humano (HLA) que atua no auxílio ao sistema imunológico no reconhecimento de patógenos. Os pesquisadores propõem que algumas variantes da HLA foram herdadas na região da Ásia, provenientes dos cruzamentos entre Neandertais, Denisovanos e humanos modernos.
Uma comparação detalhada dos genomas humanos, Denisovanos e Neandertais revelou provas de uma complexa teia de cruzamentos entre as linhagens. Através de tais cruzamentos, 17% do genoma do DNA de Denisova representa a população neandertalense local, enquanto que a evidência foi encontrada também de um contributo para o genoma nuclear de uma linhagem antiga de Homíninio ainda a ser identificado, talvez a fonte do mtDNA atipicamente antigo.
Já quanto aos cruzamentos com humanos anatomicamente modernos, sugere-se que tais cruzamentos ocorreram no intervalo compreendido entre há 80000 e 50000 anos e geraram híbridos férteis. Algumas das introgressões denisovanas no genoma humano podem ter exercido algum papel adaptativo nas populações de humanos modernos como demonstram estudos recentes. Zhang e colaboradores descobriram um exemplo de introgressão adaptativa determinado por estudos de quantificação de DNA denisovano em humanos. Em 2014 pesquisadores estudaram os povos Xerpas, conhecidos por suas habilidades na escalada de montanhas, e descobriram uma variante do gene EPAS1 que regula a resposta à hipoxia herdada dos denisovanos, atribuindo às populações xerpas uma maior facilidade na respiração em grandes altitudes
Algumas evidências inferem que povos arcaicos trouxeram contribuições para os alelos que codificam proteínas feitas pelo sistema antígeno leucocitário humano (HLA) que atua no auxílio ao sistema imunológico no reconhecimento de patógenos. Os pesquisadores propõem que algumas variantes da HLA foram herdadas na região da Ásia, provenientes dos cruzamentos entre Neandertais, Denisovanos e humanos modernos.
O DNA dos Denisovanos sugere que eles viviam na Sibéria e eram geneticamente mais diversos do que Neandertais de algumas regiões da europa, embora menos que os humanos modernos.

## Gene EPAS1
Como a evidência fóssil disponível para esse grupo é pequena, uma maneira de estudar os Denisovanos é pelos seus resquícios no DNA de humanos modernos, uma vez que ocorreram eventos de introgressão genômica. A população atual do Tibete é bastante estudada para esse objetivo, devido ao fato de fósseis denisovanos terem sido encontrados nessa região, indicando que esses hominínios eram adaptados às elevadas altitudes e baixos níveis de oxigênio característicos do planalto tibetano.
O gene EPAS1 (do inglês, Endothelial Pas Domain Protein 1), associado à via de resposta à hipóxia, apresenta fortes assinaturas de introgressão genética de denisovanos em populações atuais do Tibete. Contudo, esse haplótipo do EPAS1 não é encontrado em outras populações, que inclusive apresentam maior grau de introgressão de Denisovanos que os tibetanos. Provavelmente, isso se deve à falta dessa variante nos ancestrais comuns que popularam essas regiões, tendo sida adquirida posteriormente pela população que habitava o Tibete, ou pela perda dessa variante por deriva genética, devido à ausência de pressão seletiva fora de ambientes com altitude elevadas. 
Um estudo de 2021 mostrou que o evento de introgressão que introduziu esse haplótipo benéfico na população ocorreu há cerca de 48 mil anos, sendo que a seleção natural para esse gene começou há aproximadamente 9 mil anos.

## Distribuição
Os Denisovanos foram hominínios que habitaram a Terra entre o Paleolítico médio e o Paleolítico superior, por volta de há 200 mil anos; embora uma cronologia precisa seja difícil de se estabelecer, as evidências genéticas atestam para uma existências mais antiga da espécie.  A denominação deste grupo deve-se ao local em que foram encontradas suas evidências fósseis, a caverna de Denisova, em Altai na Sibéria.
A espécie exata que deu origem aos denisovanos e neandertais é assunto de amplo debate entre os cientistas. A divergência entre essas teria ocorrido há 400 mil anos e enquanto os neandertais se espalharam majoritariamente pela Europa e Oriente Médio, os denisovanos são mais comumente associados ao Leste Asiático e à Sibéria. Sabe-se que tais delimitações são excessivamente rígidas e as zonas de ocupação das duas espécies muito provavelmente se sobrepuseram em alguns momentos. Atualmente entende-se que as interações entre as duas espécies provavelmente ocorreu no nordeste eurasiano.
Os Denisovanos são derivados das populações Neandertais que migraram do continente africano até a Europa, onde disseminaram-se. Entretanto, os Denisovanos se espalharam pela Ásia, intercruzando com populações Neandertais restantes e de homonínios asiáticos ancestrais habitantes destas áreas, se divergindo dos seus parentes Neandertais há cerca de 400 mil anos. Apesar da falta de evidências arqueolôgicas, presença ampla e generalizada de DNA denisovano em humanos atuais sugere que os denisovanos estavam amplamente dispersos, ocupando grandes porções da Ásia pleistocênica.
Esta rica recombinação de diferentes grupos de hominíneos deixou marcas genéticas nas atuais populações de Homo sapiens, indicando os possíveis caminhos tomados pelas populações humanas. Evidências apontam que os Denisovanos colonizaram ainda outras regiões fora do continente asiático, totalizando três populações distintas. Além da população de Altai (onde localiza-se a caverna de Denisova), se têm a população do Tibete e da Nova Guiné (esta última há pelos menos 30 mil anos), determinando a sua importância genética e geográfica.
Um importante fóssil foi identificado no Planalto Tibetano, em Xiahe, seria a evidência de que os Denisovanos migraram pela Ásia, alcançando outros ambientes. Além de artefatos de pedra e ossos de animais marcados, se descobriu uma mandíbula que pertenceu a um hominínio característico morfologicamente aos existentes no Pleistoceno médio. A mandíbula de Xiahe em comparação morfométrica com os possíveis parentes na caverna de Denisova apresenta semelhanças importantes que relacionam ambas as populações, como também traços de espécimes chineses ancestrais ao Homo erectus.
Já em relação às populações associadas identificadas na Nova Guiné, um estudo analisou os genomas de populações residentes nas ilhas da Indonésia, comparados a humanos de outras regiões do mundo e o DNA de Denisovanos de Altai. Os resultados encontraram não duas linhagens distintas das populações melanésias e os Denisovanos, e ainda compatibilidade de 6% do DNA entre eles. Supostamente os melanésios (populações viventes no nordeste da Indonésia) ancestrais encontraram-se com os denisovanos antes de colonizar as ilhas de estabelecer-se por lá.

## Anatomia
Pouco se sabe sobre as características anatômicas precisas dos Denisovanos, uma vez que os únicos restos físicos que compõe o registro fóssil desse grupo são fragmentos de ossos do dedo, três (ou quatro - encontrara mais um) dentes e um osso do pé encontrados no local onde foi coletado material genético na caverna de Denisova. Além de um único um fragmento do osso da mandíbula encontrado no Tibete. No entanto, processos de regulação epigenética de “metilação” são responsáveis por alterações químicas e influenciam a atividade de diversos genes, dessa forma, a comparação entre os padrões de metilações e a atividade dos genes de DNA de Denisovanos, Neandertais  e humanos modernos permitiu a realização de uma reconstrução anatômica de um indivíduo Denisovano.
Esse estudo observou um total de 56 características anatómicas diferenciando os Denisovanos dos humanos modernos e dos Neandertais sendo que  34 delas são referentes ao crânio. Como esperado, a anatomia identificada para esse grupo se assemelhou mais ao dos Neandertais que dos humanos modernos. Tal como os Neandertais, eles apresentariam faces alongadas e pélvis largas. Além disso, se observou que os Denisovanos teriam um crânio mais largo que o de Neandertais e  humanos modernos, apresentando uma arcada dentária mais longa, confirmada pelo fragmento de mandíbula descoberto no Tibete. Como esperado, a anatomia identificada para esse grupo se assemelhou mais ao dos Neandertais  que dos humanos modernos. 

## Artefatos
Artefatos referentes a esse grupo de hominínio foram encontrados juntos as amostras de material genético nos seus dois sítios de escavações, na caverna de Denisova e na caverna Baishiya Karst, e permitiram um melhor entendimento sobre as ferramentas utilizadas e o modo de vivência dos indivíduos desse grupo. 
No sítio arqueológico de Denisova foram encontrados quatro grupos de ferramentas líticas divididas segundo a era geológica a qual foram relacionadas, separando-as em ferramentas do Médio-anterior Paleolítico, Médio Paleolítico, Anterior-Superior Paleolítico e Paleolítico Superior. Entre as ferramentas mais antigas, datadas para aproximadamente há 280 a 180 mil anos, algumas apresentam características discoidais, enquanto outras podem ser associadas a da indústria Levallois para produção das lascas, e da indústria de Kombewa para criação dos núcleos e consistiam de raspadores e ferramentas denticuladas.

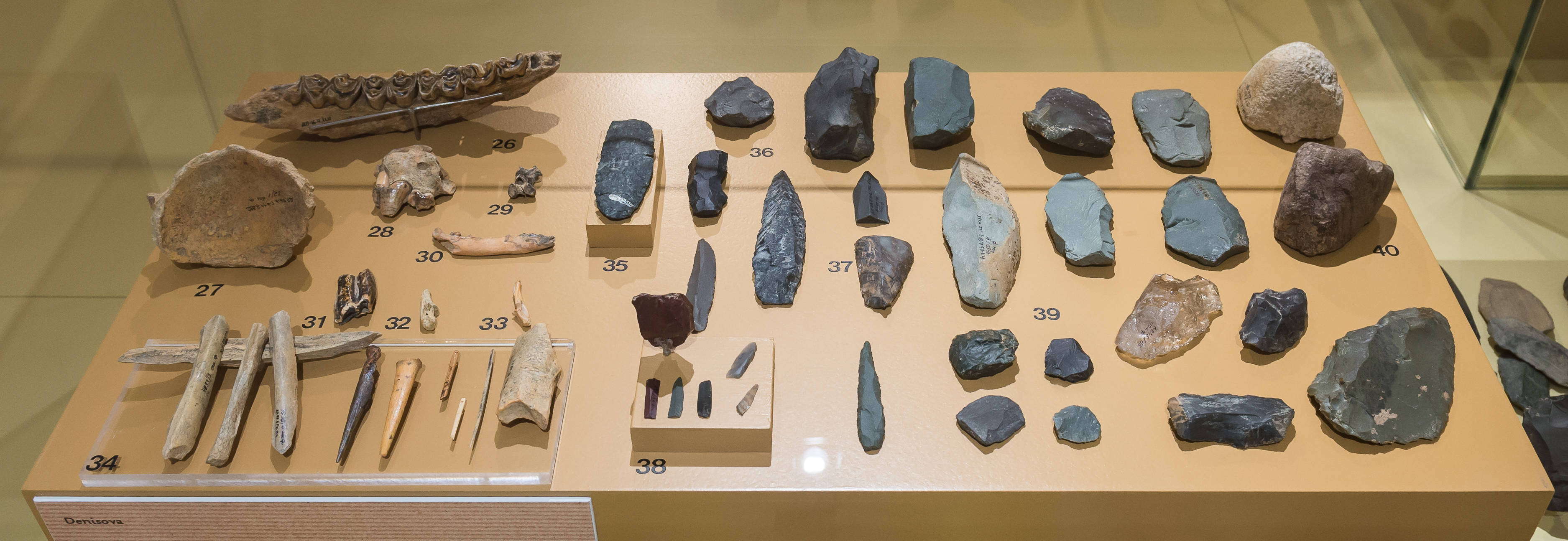
Alguns artefatos líticos e artefatos de ossos encontrados na caverna de Denisova.

Os artefatos encontrados no nível Médio-anterior não possuem homólogas na Ásia central, nem no norte. O paralelo mais próximo é o complexo cultural Acheulo-Yabrudian do oriente próximo, no entanto, ainda é difícil estabelecer relações diretas entre a tradição denisovano e as produções líticas de outras áreas e tempos.  Do Médio Paleolítico, há entre 150 a 130 mil anos, as ferramentas são relacionadas a indústria Levallois com alguns núcleos isolados sub-prismáticos, com a presença de raspadores e ferramentas com formato de cinzel. As ferramentas identificadas para o período do Anterior-Superior Paleolítico, há 60 a 45 mil anos, são formadas de lâminas, raspadores e ferramentas cortantes que apresentam características da indústria Levallois para produção das lascas com variantes de lascamento paralelo e radial. Já as ferramentas datadas para períodos mais recentes, há 36 mil anos, são constituídas por raspadores, uma rica coleção de ferramentas de osso e ornamentos fabricados com dentes de animais e marfim, além de um bracelete de pedra.
Esses últimos objetos encontrados são item de discussão sobre os autores, visto que o período em que foram datados está relacionado com a migração de humanos modernos para a Sibéria, porém nenhum material genético de humanos modernos foi encontrado neste sítio para essa datação. 
No sítio arqueológico de Baishiya no Tibete, mais recentemente explorado, foram encontrados diversos artefatos de pedra e fragmentos de ossos de animais. As ferramentas líticas apresentam características de lascamento e formação simples do núcleo.

## Relação comHomo longi
Alguns cientistas defendem a possibilidade de que o crânio do “Homem Dragão”, escavado em junho de 2021 na China e nomeado Homo longi, seja um espécime de Denisovano.

### Homo longi(o "Homem Dragão")
“Homem Dragão” é o nome informal dado a um hominínio revelado em junho de 2021 a partir da análise de um crânio encontrado na cidade de Harbin, no nordeste da China. A análise da composição química do fóssil e determinou que o indivíduo viveu há cerca de 146 mil anos, no final do Pleistoceno Médio. O nome formal atribuído à espécie é Homo longi, em referência à palavra chinesa “long”, que significa “dragão”, uma alusão à região de origem do crânio, que é próxima ao rio Amur, também conhecido como “Rio do Dragão Negro”.
O “Homem Dragão” foi definido como uma nova espécie de hominínio por apresentar características específicas divergentes de outras espécies de Homo já conhecidas. Tais características seriam uma face ampla e baixa, abóbada craniana longa e baixa, órbitas grandes e quadradas, toro supra-orbital (a região da sobrancelha) curvado e desenvolvido, maçãs do rosto achatadas e baixas, fossa canina rasa e palato (céu da boca) raso com osso alveolar espesso e molares grandes.
Os aspectos físicos do crânio encontrado caracterizam ele como pertencente a um homem de sobrancelhas enormes, olhos profundos, nariz bulboso, bochechas planas e boca larga. O nariz largo e bulboso indica que o “Homem Dragão” respirava volumes grandes de ar, o que estaria relacionado ao fato de esta espécie suportar os invernos rígidos da região onde habitava. O tamanho da cabeça (23 cm por 15 cm e 1.420 ml) indica que seu cérebro era grande (cerca de 7% maior do que um cérebro humano médio) e seu corpo era alto e robusto. Junto ao crânio, também foi encontrado um grande molar.
O time de cientistas que revelou esta descoberta afirmou que o Homo longi é provavelmente o parente evolucionário mais próximo do Homo sapiens que temos conhecimento atualmente.

### Homo longie Denisovanos
Desde a revelação do crânio de Homo longi, a comunidade científica vem debatendo se ele realmente representa uma nova espécie ou se pertence a algum grupo conhecido de hominínio, como Neandertais ou Homo sapiens. Alguns cientistas defendem a possibilidade de o “Homem Dragão” ser um fóssil de Denisovanos.
Como não há registro fóssil completo dos Denisovanos, sendo descobertos a partir de traços de DNA sedimentar, o “Homem Dragão” pode ser, portanto, a primeira demonstração da aparência dos Denisovanos. Esta afirmação se baseia na semelhança de tamanho entre os molares do “Homem Dragão” e os da mandíbula Denisovana encontrada em Xiahe, Tibete, relacionadas com o crânio de Harbin, além de ambas as mandíbulas não apresentarem um terceiro molar. Pela datação de fósseis e DNA, sabe-se também que ambos viveram na Ásia na mesma época.
No entanto, atualmente não há consenso entre os cientistas. Um ponto de complicação reside no fato de que as diferentes espécies de Homo realizavam intercruzamentos (ver acima), fazendo com que diferenças na aparência e morfologia não sejam indicativos tão convincentes para a determinação da diferença entre espécies. Além disso, o DNA de Denisovanos sugere que eles são mais próximos de Neandertais, enquanto o estudo da anatomia do crânio encontrado em Harbin indica que maior proximidade de Homo longi com Homo sapiens do que com Neandertais. Por fim, o tamanho grande de molares pode ser considerado uma característica geral primitiva do gênero Homo. Os cientistas concordam que é necessário aprofundar os estudos para confirmar esta possibilidade, incluindo avaliar o DNA presente no crânio revelado em 2021.

### Homo longi, denisovanos e o crânio de Dali
Apesar dos indícios de que o Homo longi seja representante dos Denisovanos, ele se soma a um grupo de outros fósseis que ainda não foram categorizados de forma definitiva, como a mandíbula encontrada Xiahe, no Tibete, e um crânio encontrado em 1978 na cidade chinesa de Dali, que é datado de há 200 mil anos. Alguns cientistas defendem que o “Homem Dragão”, a mandíbula de Xiahe e o crânio de Dali representam, todos, a mesma espécie.